# Magny-Saint-Médard
Magny-Saint-Médard är en kommun i departementet Côte-d'Or i regionen Bourgogne-Franche-Comté i östra Frankrike. Kommunen ligger i kantonen Mirebeau-sur-Bèze som tillhör arrondissementet Dijon. År 2022 hade Magny-Saint-Médard 339 invånare.

## Befolkningsutveckling
Antalet invånare i kommunen Magny-Saint-Médard
Referens:INSEE